# マギー審司のSmile Magic
マギー審司のSmile Magic（マギーしんじのスマイルマジック）は、キッズステーションで放送されていた子供向けのミニ番組である。

## 概要
マジシャンのマギー審司が特別講師として全国の小学校を訪問しMagical Smiley Tourというマジックについての授業を通して子供達に分かりやすくそして楽しくマジックを伝えるという趣旨の番組。
また、母校を訪問した際には、お世話になった人たちにもマジックを披露した。

## キャスト
- ナレーター（CV：今野宏美）

| スタブアイコン | サブスタブ | この項目は、まだ閲覧者の調べものの参照としては役立たない、テレビ番組に関連した書きかけの項目です。この項目を加筆・訂正などしてくださる協力者を求めています（P:テレビ/PJ:放送または配信の番組）。 |